# Frederik Bjurström
Johan Frederik Bjurström, född 3 mars 1920 i Köpenhamn, död 23 april 1999 i Stockholm, var en svensk arkitekt.
Bjurström avlade studentexamen i Göteborg 1939, utexaminerades från Högre konstindustriella skolan 1948, från Kungliga Tekniska högskolan 1952 och bedrev specialstudier vid Kunstakademiets Arkitektskole i Köpenhamn 1953. Han var anställd hos Backström & Reinius Arkitekter AB 1945–1952, på Nils Lönnroths arkitektkontor 1953, på professor Alfred Roths arkitektkontor i Zürich 1949, professor Palle Suensons arkitektkontor i Köpenhamn 1952 och bedrev egen arkitektverksamhet i Stockholm från 1954. Han ritade bland annat sjukhus i Sverige och utlandet, yrkesskolor i Liberia och Östpakistan, bostadsområden i Stockholm och Linköping samt flygstationer vid Bulltofta, Arlanda, Jönköping, Kiruna och Luleå. 

## Familj
Fredrik Bjurström var son till konstnären Tor Bjurström och dennes hustru Vera, född Crone.  
Han var gift två gånger, i sitt andra äktenskap 1967–1986 med arkitekten Kerstin Westerlund.
Fredrik Bjurström är gravsatt i en släktgrav  på Lidingö kyrkogård.